# Pterolophia multituberculosa
Pterolophia multituberculosa là một loài bọ cánh cứng trong họ Cerambycidae.